# Élection présidentielle sénégalaise de 1968
L'élection présidentielle sénégalaise de 1968 a lieu le 25 février 1968. Le Sénégal est alors un régime à parti unique sous l'égide de l'Union progressiste sénégalaise de Léopold Sédar Senghor, qui se présente donc sans opposants et l'emporte sans surprise avec 100 % des suffrages.

## Résultats
| Candidat                  | Candidat                  | Parti                     | Voix      | %     |  |
| ------------------------- | ------------------------- | ------------------------- | --------- | ----- |  |
|                           | Léopold Sédar Senghor     | UPS                       | 1 229 927 | 100   |  |
|                           |                           |                           |           |       |  |
| Votes valides             | Votes valides             | Votes valides             | 1 229 927 | 99,39 |  |
| Votes blancs et invalides | Votes blancs et invalides | Votes blancs et invalides | 7 504     | 0,61  |  |
| Total                     | Total                     | Total                     | 1 237 431 | 100   |  |
| Abstention                | Abstention                | Abstention                | 69 360    | 5,31  |  |
| Inscrits/Participation    | Inscrits/Participation    | Inscrits/Participation    | 1 306 791 | 94,69 |  |